# 家永直太郎
家永 直太郎（いえなが なおたろう、1873年（明治6年）5月6日 - 1939年（昭和14年）9月17日）は、大日本帝国陸軍軍人。最終階級は陸軍少将。子に東京教育大学名誉教授の家永三郎がいる。

## 経歴・人物
佐賀県出身。1895年（明治28年）陸軍士官学校第6期卒業。1903年（明治36年）陸軍大学校第17期卒業。
1913年（大正2年）8月に八代連隊区司令官、1915年（大正4年）8月に陸軍歩兵大佐・歩兵第37連隊長を経て、1919年（大正8年）7月に陸軍少将に昇進と同時に待命、同年11月に予備役に編入した。

## 栄典
位階
- 1895年（明治28年）11月15日 - 正八位[5]
- 1897年（明治30年）12月15日 - 従七位[6]
- 1919年（大正8年）7月25日 - 正五位[7]

勲章等
- 1940年（昭和15年）8月15日 - 紀元二千六百年祝典記念章[8]